# Darryl Roberts
Darryl Bevon Roberts (* 26. September 1983 in Saint Joseph) ist ein ehemaliger Fußballspieler aus Trinidad und Tobago. Ihm gelang bei Denizlispor spielend am 29. November 2008 mit 12 Sekunden das früheste Tor in der höchsten türkischen Spielklasse, der Süper Lig.

## Karriere

### Verein
Roberts spielte in seiner Jugend für die Nachwuchsmannschaften von Fatima College und Liberty Flames. Anschließend begann er mit dem Profifußball bei Carolina Dynamo und wechselte 2006 von hier aus in die Niederlande zu Sparta Rotterdam. Nach eineinhalb Jahren für diesen Verein zog es ihn in die türkische Süper Lig zu Denizlispor. Roberts gelang während einer Süper-Lig-Partie am 29. November 2008 gegen Eskişehirspor mit seinem Tor in der 12. Sekunde das früheste Tor in der Geschichte der Süper Lig. Nach zwei Jahren stieg er mit Denizlispor in die TFF 1. Lig ab und spielte noch eine Saison für den Verein.
Mit dem Auslaufen seines Vertrages mit Denizlispor zum Sommer 2011 verließ er den Verein und wechselte zu den Charlotte Eagles. Bereits nach einer Saison kehrte er in die Türkei zurück und heuerte beim Zweitligisten Samsunspor an. Im Sommer 2013 verließ Roberts vorzeitig den Verein. Ab 2014 spielte er in Thailand für Roi Et CF sowie Ubon United und von 2017 bis 2019 war er auf den Philippinen für den Global Makati FC und Kaya FC-Iloilo aktiv. Anschließend spielte er noch für den unterklassigen Verein HPC La Liga in den Vereinigten Arabischen Emiraten und beendete dort im Sommer 2024 seine Karriere.

### Nationalmannschaft
Von 2024 bis 2013 absolvierte Roberts insgesamt 29 Länderspiele für die A-Nationalmannschaft von Trinidad und Tobago und erzielte dabei sechs Treffer. Zwei davon erzielte er am 21. August 2011 beim 3:0-Heimsieg im Testspiel gegen Indien und auch zum dritten Treffer des Tages gab er die Vorlage.